# Svend Taanquist
Svend Taanquist (født 21. juli 1930 i Fjelby på Sydals) er en dansk tidligere politiker fra Socialdemokratiet. Taanquist sad blandt andet i Folketinget i perioden 1977-1994.
Svend Taanquist er søn af ekstrabud Ejner O. Taanquist og hustru Marie, født Klein. Han er uddannet laboratorietekniker og arbejdede i mange år som laboratoriemester på Danfoss.
Udover sit folketingsmedlemskab var Taanquist medlem af Havnbjerg Sogneråd 1966-1970, af Nordborg Byråd 1970-1977 samt af Sønderjyllands Amtsråd 1970-1982, hvor han blandt andet var formand for Social- og Sundhedsudvalget.